# チチブモドキ
チチブモドキ（Eleotris acanthopoma）は、カワアナゴ科に属する魚の一種。動物食であり、南日本の汽水域を中心に生息する。

## 分布
日本国内では、千葉県以南の本州・四国・九州の、太平洋側に注ぐ河川、五島列島、南西諸島（与那国島・西表島以北の琉球列島、大隅諸島）、伊豆・小笠原諸島。国外では、台湾以南の西・南太平洋～南アフリカ以北のインド洋。

## 形態
全長は10-15センチメートル。他のカワアナゴ属に似るが胸鰭の基底上部に1つ中部に2つの黒色斑があり、尾鰭基底に2つの黒色斑がある。他のカワアナゴ属と比べずんぐりした印象を受ける。胸鰭軟条はの上縁は遊離しない。眼下域にうろこがなく、体色の変化は著しいが、頭部背面に白点は生じない。やや眼が大きい。頭部背面には暗色斑がない。

## 生態
渓流域を除く河川のあらゆる環境に生息可能だが、多くの場合、河川河口・下流に生息する。岩が転石するところ、磯、死サンゴ塊、水生植物の陰、岸際に倒木に沈んでいるような隠れ家がある環境に多く、泥底を好む。
カワアナゴと同じく夜行性で、暗くなると隠れ家から出てきて餌をあさる。主に小型のエビなどの甲殻類や小魚を食う。両側回遊を行う。